# Südfriedhof (Ingolstadt)

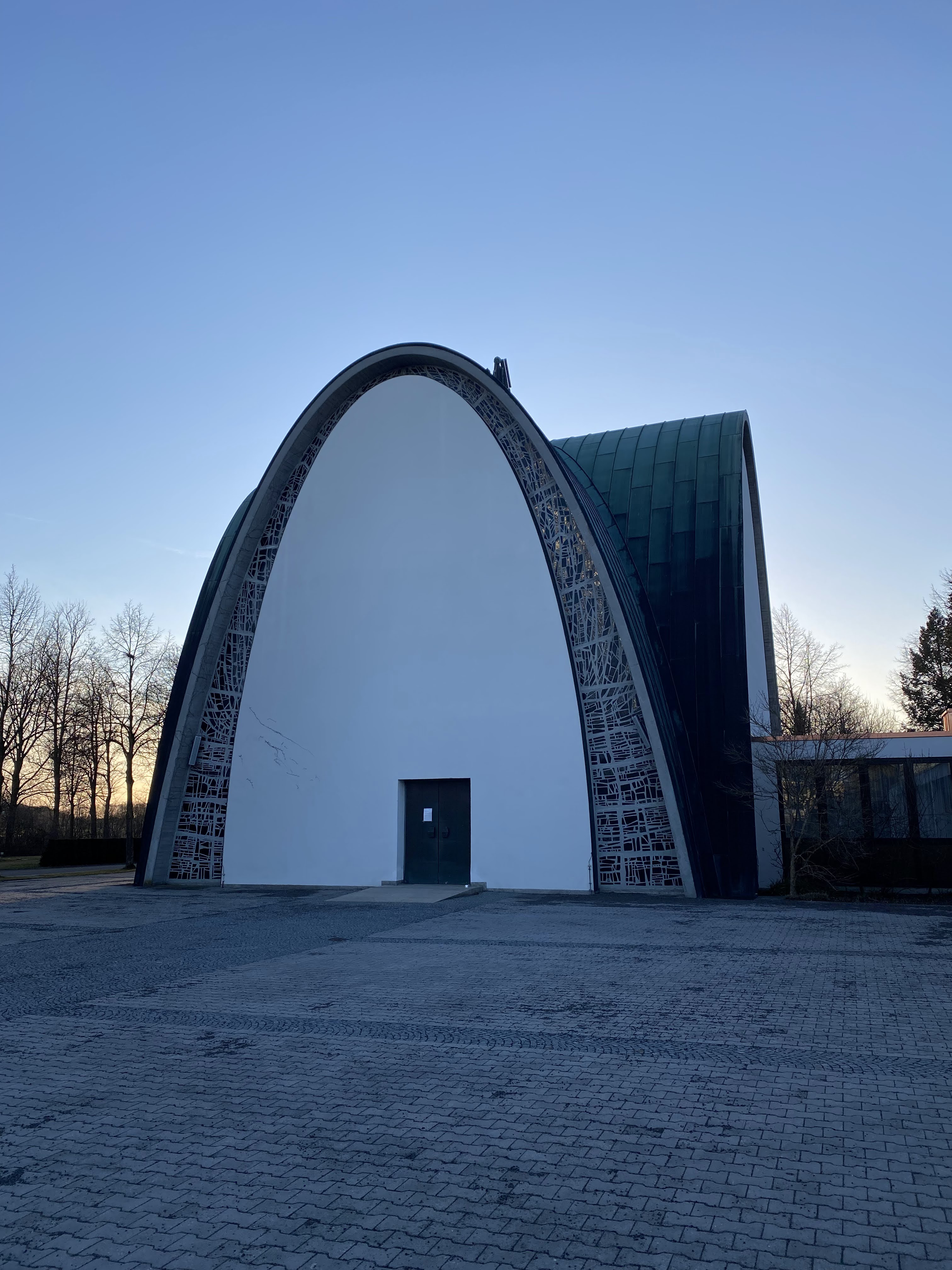
Aussegnungshalle von Hans Straub

Der Südfriedhof Ingolstadt wurde 1965 von Stadtbaurat Hans Straub errichtet.

## Lage
Der Südfriedhof befindet sich im Süden der Stadt Ingolstadt in der Fauststraße 56.

## Geschichte und Architektur

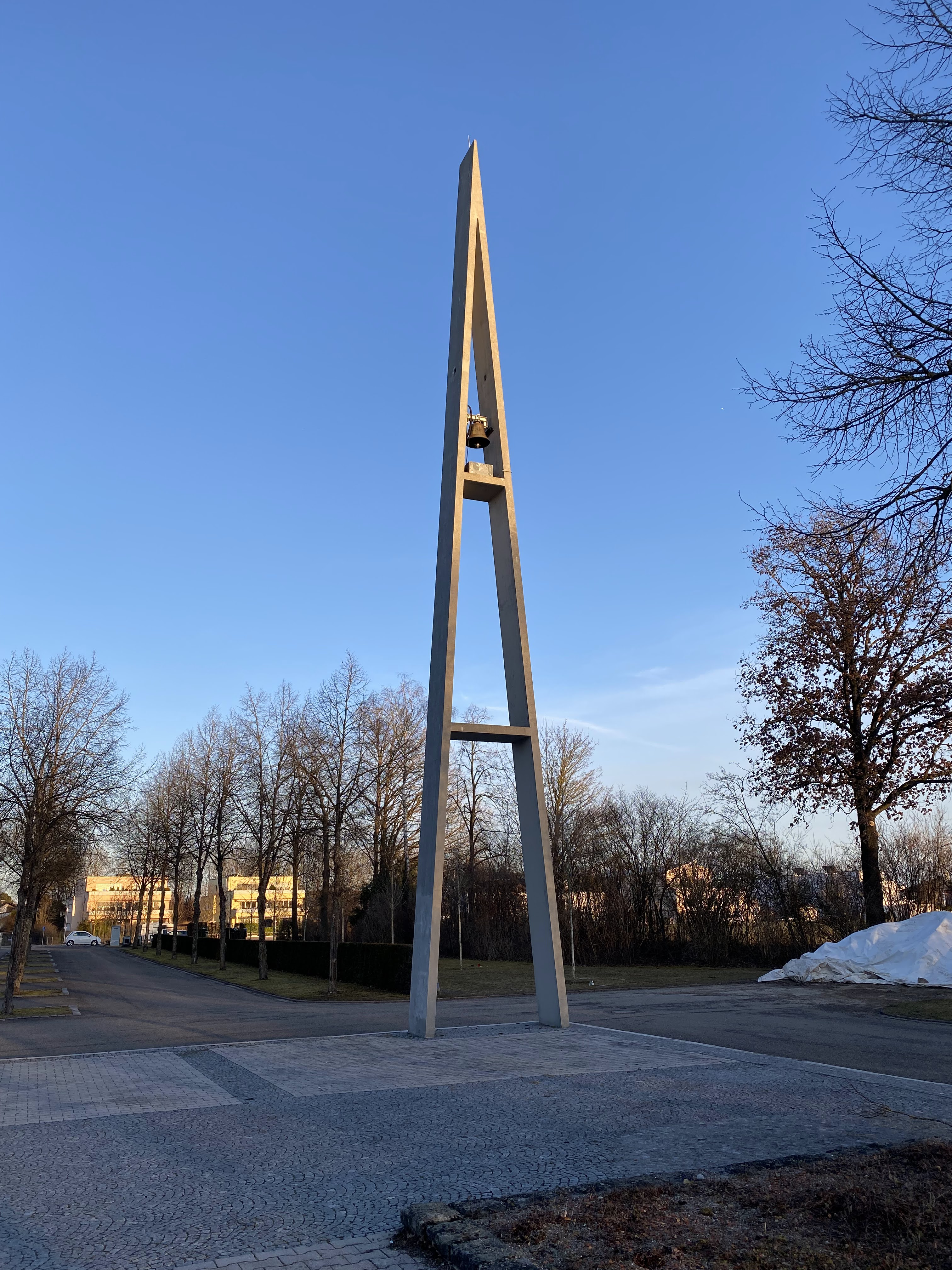
Glockenturm

Die Gestaltung sowohl der Außenanlagen und Grabstätten als auch der Aussegnungshalle und der Anlieferungshof wurde durch das städtische Hochbauamt unter Leitung des obersten Baurats Hans Straub entworfen. Das Herzstück des am 27. September 1965 eingeweihten Südfriedhofes ist die 14 Meter hohe Aussegnungshalle, ein freitragendes Kreuzgewölbe aus Sichtbeton und Betonglasfenstern. Die Betonreliefs im Halleninneren wurden von Knut Schnurer als Negative in die Verschalungen eingebaut und gleichzeitig mit den Wänden gegossen. Jede der vier freistehenden Sichtbetonfassaden wird durch ein ellipsenförmiges Betonglasfenster, das der Ingolstädter Maler und Bildhauer Erich Wilhelm Torsten gestaltete, gerahmt und mit der Dachhaut verbunden. Der Glockenturm aus Stahlbeton bildet die Form eines steilen, schlanken „A“.